# Cúp bóng đá Mauritanie
Cúp bóng đá Mauritanie, hay Cúp Chủ tịch Cộng hòa là giải đấu cúp loại trực tiếp cao nhất của bóng đá Mauritanie, thành lập năm 1976.

## Đội vô địch
| Năm  | Vô địch             | Tỉ số            | Á quân              | Sân vận động                           |
| ---- | ------------------- | ---------------- | ------------------- | -------------------------------------- |
| 1976 | Espoirs Nouakchott  | –                |                     |                                        |
| 1977 | Espoirs Nouakchott  | –                |                     |                                        |
| 1978 | Espoirs Nouakchott  | –                |                     |                                        |
| 1979 | ACS Ksar            | –                |                     |                                        |
| 1980 | không tổ chức       | không tổ chức    | không tổ chức       | không tổ chức                          |
| 1981 | ASC Garde Nationale | –                |                     |                                        |
| 1982 | ASC Trarza          | –                |                     |                                        |
| 1983 | Espoirs Nouakchott  | –                |                     |                                        |
| 1984 | ASC Trarza          | –                |                     |                                        |
| 1985 | ASC Police          | –                |                     |                                        |
| 1986 | ASC Garde Nationale | –                |                     |                                        |
| 1987 | AS Amical Douane    | –                |                     |                                        |
| 1988 | ASC Air Mauritanie  | –                |                     |                                        |
| 1989 | ASC Garde Nationale | –                |                     |                                        |
| 1990 | ASC Air Mauritanie  | –                |                     |                                        |
| 1991 | AS Amical Douane    | –                |                     |                                        |
| 1992 | ASC SNIM            | 2 – 1            | ASC PTT             |                                        |
| 1993 | ASC Sonader Ksar    | –                |                     |                                        |
| 1994 | ASC Sonader Ksar    | –                |                     |                                        |
| 1995 | ASC Air Mauritanie  | –                |                     |                                        |
| 1996 | ASC Imraguens       | –                |                     |                                        |
| 1997 | ASC Sonelec         | 2 – 0            | ASC Garde Nationale |                                        |
| 1998 | ASC Sonelec         | 3 – 2            | ASC Trarza          |                                        |
| 1999 | ASC Police          | 2 – 1            | ASC Garde Nationale | Stade Olympique, Nouakchott            |
| 2000 | ASC Air Mauritanie  | 4 – 0            | ASC Gendrim         | Stade Olympique, Nouakchott            |
| 2001 | ASC Garde Nationale | –                |                     |                                        |
| 2002 | không tổ chức       | không tổ chức    | không tổ chức       | không tổ chức                          |
| 2003 | ASC Entente         | 1 – 0            | ACS Ksar            | Stade Olympique, Nouakchott            |
| 2004 | FC Nouadhibou       | 1 – 0            | ACS Ksar            | Stade Olympique, Nouakchott            |
| 2005 | ASC Entente         | 2 – 1 (aet)      | JA ASC SOCOGIM      | Stade Olympique, Nouakchott            |
| 2006 | ASC Nasr de Sebkha  | 1 – 0            | FC Trarza           | Stade Olympique, Nouakchott            |
| 2007 | ASC Mauritel        | 0 – 0 (pen: 4–2) | ASC Garde Nationale | Stade Olympique, Nouakchott            |
| 2008 | FC Nouadhibou       | 1 – 0            | ASC Nasr            | Stade Olympique, Nouakchott            |
| 2009 | ASAC Concorde       | 0 – 0 (pen: 5–4) | ASC Tevragh-Zeïna   | Stade Olympique, Nouakchott            |
| 2010 | ASC Tevragh-Zeïna   | 3 – 0            | FC Feu Mini         | Stade Olympique, Nouakchott            |
| 2011 | ASC Tevragh-Zeïna   | 2 – 0            | ACS Ksar            | Stade Olympique, Nouakchott            |
| 2012 | ASC Tevragh-Zeïna   | 1 – 0            | ASAC Concorde       | Stade Olympique, Nouakchott            |
| 2013 | ASC Nasr Zem Zem    | 1 – 0 (aet)      | ASC Kédia           | Stade Olympique, Nouakchott            |
| 2014 | ACS Ksar            | 1 – 0            | ASAC Concorde       | Stade Olympique, Nouakchott            |
| 2015 | ACS Ksar            | 3 – 1            | ASC Tidjikja        | Stade Olympique, Nouakchott            |
| 2016 | ASC Tevragh-Zeïna   | 2 – 1 (aet)      | ASAC Concorde       | Stade Olympique, Nouakchott            |
| 2017 | FC Nouadhibou       | bỏ cuộc          | ASC Tevragh-Zeïna   | Stade Cheikha Ould Boïdiya, Nouakchott |

## Thành tích theo câu lạc bộ
| Vị thứ | Câu lạc bộ         | Thành phố  | Số danh hiệu | Năm vô địch                  |
| ------ | ------------------ | ---------- | ------------ | ---------------------------- |
| 1      | ACS Ksar           | Nouakchott | 5            | 1979, 1993, 1994, 2014, 2015 |
| 2      | AS Garde Nationale | Nouakchott | 4            | 1981, 1986, 1989, 2001       |
| -      | ASC Air Mauritanie | Nouakchott | 4            | 1988, 1990, 1995, 2000       |
| -      | Espoirs Nouakchott | Nouakchott | 4            | 1976, 1977, 1978, 1983       |
| -      | ASC Tevragh-Zeïna  | Nouakchott | 4            | 2010, 2011, 2012, 2016       |
| 6      | FC Nouadhibou      | Nouadhibou | 3            | 2004, 2008, 2017             |
| 7      | AS Amical Douane   | Nouakchott | 2            | 1987, 1991                   |
| -      | ASC Entente        | Sebkha     | 2            | 2003, 2005                   |
| -      | ASC Police         | Nouakchott | 2            | 1985, 1999                   |
| -      | ASC Sonelec        | Nouakchott | 2            | 1997, 1998                   |
| -      | ASC Trarza         | Rosso      | 2            | 1982, 1984                   |
| 12     | ASAC Concorde      | Nouakchott | 1            | 2009                         |
| -      | ASC Imraguens      | Atar       | 1            | 1996                         |
| -      | ASC Mauritel       | Nouakchott | 1            | 2007                         |
| -      | ASC Nasr           | Sebkha     | 1            | 2006                         |
| -      | ASC Snim           | Nouadhibou | 1            | 1992                         |
| -      | ASC Nasr Zem Zem   | Nouakchott | 1            | 2013                         |

Rq
- ACS Ksar (bao gồm ASC Sonader Ksar)